# Turridae
Turridae es una familia de gasterópodos del orden Hypsogastropoda.

## Subdivisiones
- Género Acanthodaphne Bonfitto & Morassi, 2006
- Género Bathyclionella Kobelt, 1905
- Subfamília Borsoniinae
- Subfamília Clavatulinae
- Subfamília Cochlespirinae
- Subfamília Crassispirinae
- Género Cymakra Gardner, 1937
- Subfamília Daphnellinae
- Género Hemilienardia Boettger, 1895
- Subfamília Mitromorphinae
- Subfamília Pseudomelatominae
- Género Stenodrillia Korobkov, 1955
- Subfamília Strictispirinae
- Género Surcula H. Adams & A. Adams, 1853
- Subfamília Thatheriinae
- Subfamília Turriculinae
- Subfamília Turrinae
- Género Vitricythara Fargo, 1953
- Subfamília Zemaciinae
- Subfamília Zonulispirinae